# Скорупкі (Вармінсько-Мазурське воєводство)
Скорупкі (пол. Skorupki, нім. Schalensee) — село в Польщі, у гміні Рин Гіжицького повіту Вармінсько-Мазурського воєводства.
Населення — 57 осіб (2011).
У 1975-1998 роках село належало до Сувальського воєводства.

## Демографія
Демографічна структура станом на 31 березня 2011 року:
|          | Загалом | Допрацездатний вік | Працездатний вік | Постпрацездатний вік |
| -------- | ------- | ------------------ | ---------------- | -------------------- |
| Чоловіки | 30      | 2                  | 21               | 7                    |
| Жінки    | 27      | 7                  | 13               | 7                    |
| Разом    | 57      | 9                  | 34               | 14                   |